# Max Ferner
Max Ferner, född 18 april 1881, död 5 oktober 1940 i München, Tyskland, tysk författare och dramatiker.

## Filmmanus i urval
- 1928 - Kungens kurir
- 1928 - Kärlek i landsflykt
- 1929 – Waterloo
- 1945 - Trötte Teodor